# El Norte (film)
Ne doit pas être confondu avec El Norte (journal).
Pour plus de détails, voir Fiche technique et Distribution.
El Norte est un film américano-britannique réalisé par Gregory Nava, sorti en 1983.
Le film fut nommé à l'Oscar du meilleur scénario original.

## Synopsis
Enrique et Rosa doivent quitter le Guatemala après avoir vu leurs parents assassinés car le père cherchait à unir les paysans pour obtenir de meilleurs droits. Ils entament un long voyage à travers le Mexique, puis réussissent avec grande difficulté à passer la frontière américaine grâce à un passeur. 
Une fois installés à Los Angeles, ils commencent à travailler et s'aperçoivent que la vie aux États-Unis pour des clandestins n'est pas aussi parfaite que celle décrite dans les magazines.

## Fiche technique
- Titre français : El Norte
- Réalisation : Gregory Nava
- Scénario : Gregory Nava et Anna Thomas
- Photographie : James Glennon
- Pays de production :  États-Unis |  Royaume-Uni
- Format : Couleurs - 1,78:1 - Mono
- Dates de sortie : 1983
  - Royaume-Uni : 11 octobre 1983
  - États-Unis : 27 janvier 1984

## Distribution
- Ernesto Gómez Cruz : Arturo
- David Villalpando : Enrique
- Zaide Silvia Gutiérrez : Rosa
- Alicia del Lago : Lupe
- Lupe Ontiveros : Nacha
- Tony Plana : Carlos